# Flarken, Robertsfors kommun
Flarken är en småort i Nysätra socken i Robertsfors kommun, Västerbotten.
Flarken ligger cirka 8 km väster om Ånäset. Söder om byn passerar Flarkån på sitt lopp mot Hertsångerälven vid Ånäset.
I byn ligger Flarkens kapell. Byn hade en skola som lades ner 2007. 

## Befolkningsutveckling
| Befolkningsutvecklingen i Flarken 1960–2020 | Befolkningsutvecklingen i Flarken 1960–2020 | Befolkningsutvecklingen i Flarken 1960–2020 | Befolkningsutvecklingen i Flarken 1960–2020 | Befolkningsutvecklingen i Flarken 1960–2020 |
| --- | ------------------------------------------- | ------------------------------------------- | ------------------------------------------- | ------------------------------------------- |
| |                                             |                                             |                                             |                                             |
| År |                                             |                                             | Folkmängd                                   | Areal (ha)                                  |
| 1960 | 1960                                        |                                             | 166                                         | ¤                                           |
| 1990 | 1990                                        |                                             | 156                                         | 22#                                         |
| 1995 | 1995                                        |                                             | 148                                         | 25#                                         |
| 2000 | 2000                                        |                                             | 118                                         | 25#                                         |
| 2005 | 2005                                        |                                             | 128                                         | 25#                                         |
| 2010 | 2010                                        |                                             | 101                                         | 25#                                         |
| 2015 | 2015                                        |                                             | 116                                         | 61#                                         |
| 2020 | 2020                                        |                                             | 115                                         | 60#                                         |
| Anm.: från 2015 utökades småorten med bebyggelse norr och sydväst om Krickberget belägen väster om den äldre bebyggelsen ¤ Som tätortsbebyggelse med 150-199 invånare # Som småort. |                                             |                                             |                                             |                                             |